# 荷兰红屋

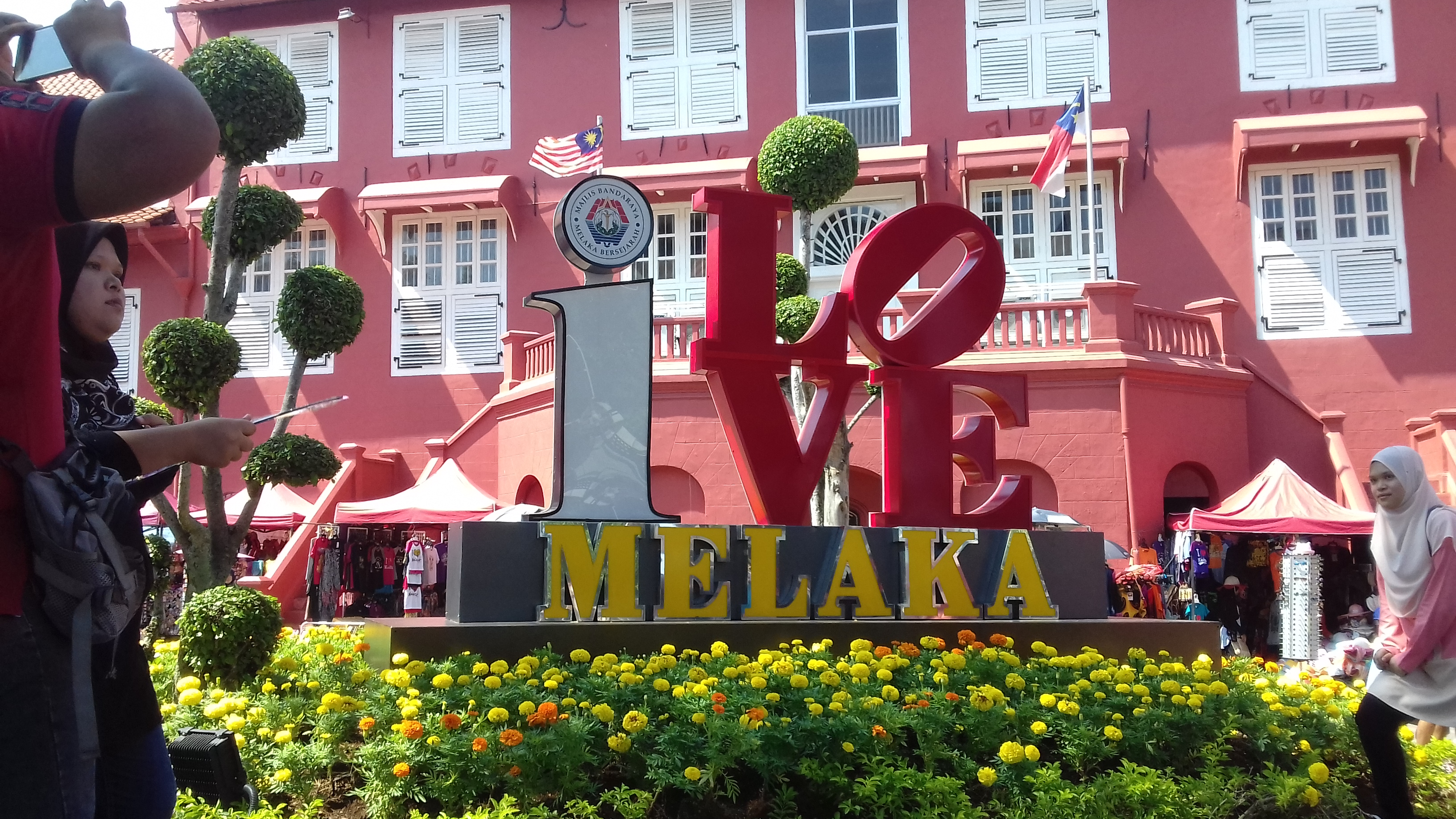
位于荷兰红屋前的“I Love Melaka”，意思是「我爱马六甲」。

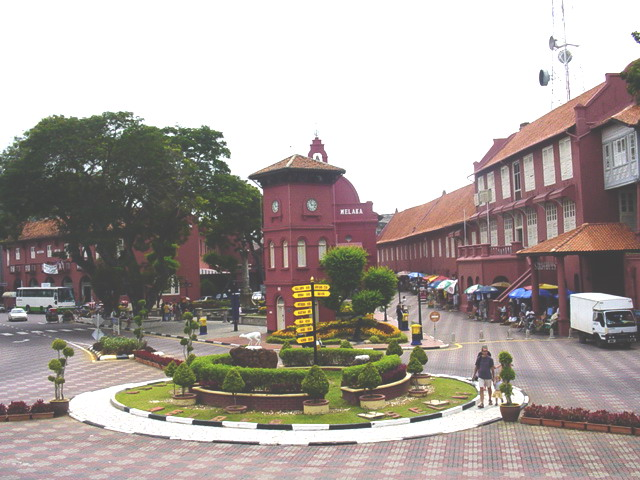
2005年的荷兰红屋

荷兰红屋（英語：The Stadthuys）是位于马来西亚马六甲首府马六甲市的一栋历史建筑物，是东南亚最古老的荷兰建筑物，通常也被称红屋广场（Red Square）。荷兰红屋以其红色的外墙和附近的红色钟塔而闻名，它由荷兰人于1650年建造，曾作为荷兰总督和副总督的办公室。
19世纪时，马六甲曾由大英帝国管治。1825年4月19日，住在该州的传教士收到J. Humprey、J. W. Overee和A. W. Baumgarten署名的来信，呼吁在马六甲建立一个英语教育机构。1826年12月7日，传教士在荷兰红屋附近开设了马六甲免费学校（Malacca Free School） 。1871年，英国政府接管了这所学校，最终将其更名为马六甲中学，并于1931年迁至现在的陈观成路。
荷兰红屋位于基督堂旁边，被认为是东南亚现存最古老的荷兰历史建筑，现在是馬六甲歷史博物館、人種博物館及文學博物館的所在地。博物馆里陈列着马六甲历史上的传统服饰和手工艺品，是马六甲首屈一指的博物馆。

## 历史
荷兰红屋于1650年由荷兰人建造，位于葡萄牙殖民时期的旧城堡遗址上，建成于1660年 :contentReference[oaicite:2]{index=2}。它最初作为荷兰总督及副总督的办公及官邸使用。19世纪荷兰将马六甲割让给英国后，该建筑仍作为行政用途，包括作为国库、邮政局及官员公寓；直至1980年，才停用行政功能，并于1982年改建为历史与民族学博物馆。

## 建筑特色
荷兰红屋为典型的荷兰殖民地式建筑，墙体厚重，门窗装有百叶，木门配以铁质铰链，并具有三角山墙与圆拱窗等欧陆特色。建筑外墙在19世纪期间被漆成鲜艳红色，与广场的红钟楼相呼应，故素有“红屋”之称。

## 功能演变与现状
荷兰红屋自建成以来历代殖民政权持续使用，历时约300年。1980年停止作为行政使用，随后改建为马六甲州历史与民族学博物馆，馆内展示从15世纪马六甲苏丹时代至马来西亚独立前后的人文器物、服饰、武器、文献、邮票、货币等。

## 地理位置与周边设施
荷兰红屋位于马六甲市旧城核心区，毗邻著名的基督堂（Christ Church）、钟楼（Red Clock Tower）及荷兰广场等历史景点，并靠近著名的陈舖街（Jonker Street）。

## 可游览性
现为博物馆，可购票进入。周末亦有导览服务；外部广场区域为公众开放，适合摄影和观光活动。交通方式以步行、三轮车、巴士或出租车为主。